# Franz Fuhse
Franz Louis Fuhse (* 21. November 1865 in Lutter am Barenberge; † 2. November 1937 in Braunschweig) war ein deutscher Kunsthistoriker, Konservator und von 1898 bis 1932 Direktor des Städtischen Museums Braunschweig.

## Leben
Fuhse wurde als Sohn des Stationsinspektors Ludwig Fuhse und dessen Ehefrau Wilhelmine (geborene Brakenhoff) geboren. Er besuchte von 1877 bis 1886 das Gymnasium in Wolfenbüttel, das er mit dem Reifezeugnis abschloss.
Nach dem Studium der Germanistik, Kunstgeschichte und Geschichte an den Universitäten Göttingen und Leipzig wurde er am 18. Februar 1891 mit einer Arbeit über die Sitten und Gebräuche der Deutschen beim Essen und Trinken von den ältesten Zeiten bis zum Schlusse des XI. Jahrhunderts bei Moritz Heyne promoviert. Während seines Studiums in Göttingen wurde er 1887/88 Mitglied des Studenten-Gesangvereins der Georgia Augusta im Sondershäuser Verband sowie der Göttinger Freimaurerloge Augusta zum goldenen Zirkel.
Fuhse arbeitete von 1891 bis 1898 als Verwalter und Konservator am Germanischen Nationalmuseum in Nürnberg. Im Jahre 1898 wurde er erster hauptamtlicher Direktor des Städtischen Museums Braunschweig, für das 1901 bis 1906 ein Neubau am Löwenwall durch Max Osterloh geschaffen wurde. Die Sammlung wurde neu strukturiert und bislang unzugängliche Sammlungsobjekte konnten der Öffentlichkeit präsentiert werden. Er heiratete am 12. September 1894 Klothilde Eich aus Bremke bei Göttingen, mit der er zusammen vier Kinder hatte. Fuhse trat 1932 in den Ruhestand und starb 1937 in Braunschweig.

## Schriften (Auswahl)
Fuhse veröffentlichte mehrere Forschungsarbeiten zur Vor- und Frühgeschichte, Volkskunde, bildenden Kunst sowie zur Braunschweiger Handwerksgeschichte.
- Sitten und Gebräuche der Deutschen beim Essen und Trinken von den ältesten Zeiten bis zum Schlusse des XI. Jahrhunderts. Eine germanistisch-antiquarische Abhandlung. (= Dissertation, Universität Göttingen) Wollermann, Wolfenbüttel 1891, OCLC 247831145.
- Die deutschen Altertümer. In: Sammlung Göschen. 124. G.J. Göschen, Leipzig 1900, OCLC 2008140.
- Beiträge zur Braunschweiger Volkskunde. Mit Abbildungen aus der Sammlung des Städtischen Museums. Krampe, Braunschweig 1911 (online).
- Schmiede und verwandte Gewerke in der Stadt Braunschweig. Ein Beitrag zur Geschichte des Handwerks und zur Familienkunde. In: Sonderveröffentlichungen der Ostfälischen familienkundlichen Kommission. Nr. 4. Degener, Leipzig 1930, OCLC 229858300.